# Тралнберг, Кен
Ке́ннет (Кен) Тра́лнберг (англ. Kenneth "Ken" Tralnberg; род. 17 июля 1956, Принс-Альберт, Саскачеван) — канадский кёрлингист и тренер по кёрлингу, серебряный призёр зимних Олимпийских игр 2002 года.

## Спортивная карьера
В юношеские годы Кен Тралнберг помимо кёрлинга занимался ещё баскетболом и бегом на длинные дистанции. Но когда встал вопрос о выборе вида спорта №1 для него, Кеннет отдал предпочтение кёрлингу. Несмотря на то, что за время своей спортивной карьеры Кен не добился каких-либо высоких достижений, он всё-таки был приглашен в команду к опытному Кевину Мартину. И уже в 45 лет Кен отправился на свою первую в жизни Олимпиаду, являясь самым старым спортсменом во всей канадской сборной. На Олимпийском турнире Кен провёл всего два матча, оставаясь на протяжении большей части турнира запасным игроком. После серебряной Олимпиады эта команда отыграла ещё несколько сезонов и была распущена. После этого Кен взял небольшую паузу, а в 2009 году начал тренерскую карьеру, возглавив женскую сборную Швейцарии, с которой завоевал серебряную медаль чемпионата Европы 2009, а также занял 4 место на зимних Олимпийских играх 2010 в Ванкувере; Тралнберг был тренером женской сборной Швейцарии и на зимних Олимпийских играх 2014 в Сочи.

## Достижения
- Зимние Олимпийские игры: серебро (2002).

## Команды
| Сезон   | Четвёртый       | Третий         | Второй          | Первый        | Запасной      | Тренер      | Турниры              |
| ------- | --------------- | -------------- | --------------- | ------------- | ------------- | ----------- | -------------------- |
| 1992—93 | Кевин Мартин    | Brad Hannah    | Дэн Петрик      | Кен Тралнберг |               |             |                      |
| 1994—95 | Dan Holowaychuk | Кен Тралнберг  | Tom Silversides | George White  |               |             | [ 4 ]                |
| 1995—96 | Кевин Парк      | Les Rogers     | Pat McCallum    | Кен Тралнберг |               |             |                      |
| 1997—98 | Brad Heidt      | Eugene Hritzuk | Кен Тралнберг   | Scott McGrath |               |             |                      |
| 2001—02 | Кевин Мартин    | Дон Валчак     | Картер Райкрофт | Дон Бартлетт  | Кен Тралнберг | Джулс Овчар | КООК 2001 · ЗОИ 2002 |
| 2004—05 | Tony Germsheid  | Кевин Парк     | Kerry Park      | Кен Тралнберг |               |             |                      |

(скипы выделены полужирным шрифтом)

## Результаты как тренера национальных сборных
| Год  | Турнир                                       | Команда             | Место |
| ---- | -------------------------------------------- | ------------------- | ----- |
| 2009 | Чемпионат мира по кёрлингу среди женщин 2009 | Швейцария (женская) | 5     |
| 2009 | Чемпионат Европы по кёрлингу 2009            | Швейцария (женская) | 2     |
| 2010 | Зимние Олимпийские игры 2010                 | Швейцария (женская) | 4     |
| 2013 | Чемпионат Европы по кёрлингу 2013            | Швейцария (женская) | 3     |
| 2014 | Зимние Олимпийские игры 2014                 | Швейцария (женская) | 4     |

## Частная жизнь
В свободное от кёрлинга время является защитником прав детей в правительстве провинции Альберта.